# 그라두아도스
《그라두아도스》(스페인어: Graduados)는 2012년 방영된 아르헨티나의 텔레노벨라이다.